# Dagli Appennini alle Ande
Dagli Appennini alle Ande és una pel·lícula coproduïda en Itàlia i Argentina dirigida per Folco Quilici sobre el seu propi guió escrit en col·laboració amb Giuseppe Mangione sobre el conte homònim de la novel·la Cuore d'Edmondo De Amicis. Es va estrenar a l'Argentina el 3 de març de 1960 i va tenir com a protagonistes a Marco Paoletti, Eleonora Rossi Drago, Fausto Tozzi i Guillermo Battaglia.
Per a una escena de la pel·lícula es va utilitzar un carretón de més de 200 anys d'antiguitat comprat per la productora en una quinta de Luján.

## Sinopsi
La mare del petit Marco Valesini ja fa temps que va deixar la seva casa, el seu marit i el seu fill per anar a treballar amb un oncle a l'Argentina. Des de fa molts mesos, la dona no ha donat notícies; el petit Marco, desitjós de retrobar-se amb ella, decideix anar a la llunyana Amèrica. Eludint la vigilància del seu pare, el noi s'embarca il·legalment a Gènova en un vaixell que marxa cap a l'Argentina. Durant el viatge és descobert per un marí, però la afectuosa protecció de dos emigrants sicilians el permet desembarcar, amagat en una caixa de taronges. Quan arriba a la direcció del seu oncle, descobreix que havia mort i que la seva mare havia marxat d'aquella casa. És el començament pel petit Marco d'una cerca esgotadora de la seva estimada mare.

## Repartiment
- Marco Paoletti	... 	Marco Valesini
- Eleonora Rossi Drago	... 	Mare de Marco
- Fausto Tozzi	... 	Pare de Marco
- Guillermo Battaglia
- Mario Baroffio
- Beto Gianola
- Salvador Fortuna
- Domingo Garibotto
- Élida Gay Palmer
- Santiago Gómez
- Jacinto Herrera
- Floria Bloise
- José Comellas
- Marcos Woinsky
- Carlos Bianquet

## Premis
L'Instituto Nacional del Cine va atorgar a la pel·lícula el 5è premi a la producció 1959 i el 1” premi en la categoria infantil.
Al Festival Internacional de Cinema de Sant Sebastià 1959 va rebre el 2n Gran Premi Internacional, exacquo amb Perseguit per la mort, dirigida per Alfred Hitchcock. També va rebre el premi CNDIST, Roma “a la millor pel·lícula de l'any per a la joventut”.

## Comentaris
La crònica de La Prensa va dir:
| « | ”L'afany de suplir la línia dramàtica pel pintoresquisme geogràfic es fa per altre evident i el film es converteix gairebé en un catàleg de les belleses naturals que pot exhibir el nostre país.” | » |

Per la seva part Manrupe i Portela escriuen:
| « | ”Una de les coproduccions dels ’60 millor encarades. Parlada en castellà i italià. Rodada a Cascades de l'Iguaçú i Jujuy.” | » |